# Juan Carlos Obregón Jr.
Juan Carlos Obregón Jr. (Nueva York, Estados Unidos; 29 de octubre de 1997) es un futbolista estadounidense-hondureño. Juega de delantero y su equipo actual es el Charlotte Independence de la USL League One.

## Trayectoria

### Inicios
Obregón jugó por dos años para los Siena Saints del Siena College entre 2015 y 2016. En esta etapa jugó por el F.A. Euro de la USL PDL en 2016.
Al dejar el Siena, se unió a al equipo sub-20 del Necaxa, donde llegó a entrenar en el primer equipo con Brayan Beckeles. En el club mexicano jugó 26 partidos y anotó 6 goles.

### Profesionalismo
En septiembre de 2019, Obregón Jr. fichó por el Rio Grande Valley FC de la USL Championship.

## Selección nacional

### Selección Sub-20
Obregón jugó por la selección de Honduras sub-20 en 2017.

### Selección olímpica
El 2 de julio de 2021 se anunció su convocatoria a la selección olímpica de Honduras para disputar los Juegos Olímpicos de Tokio 2020. Participó en 1 Juego, en el que la selección olímpica se quedó en la fase de grupos, después de que quedó en último lugar del grupo B. 

#### Participaciones en Juegos Olímpicos
| Juegos Olímpicos               | Sede  | Resultado   | Part. | Goles |
| ------------------------------ | ----- | ----------- | ----- | ----- |
| Juegos Olímpicos de Tokio 2020 | Japón | Fase grupos | 1     | 1     |

### Selección absoluta
Juan Carlos Obregón ha sido internacional con la selección de fútbol de Honduras. Hizo su debut oficial el 6 de septiembre de 2024 durante un partido correspondiente a la Liga de Naciones de la Concacaf 2024-25 en Tegucigalpa frente a la Selección de Trinidad y Tobago, el cual terminó 4 a 0 a favor de los hondureños.
Luego, el 8 de noviembre de 2024 fue nuevamente convocado por Reinaldo Rueda para los partidos de cuartos de final de la Liga de Naciones de Concacaf del 15 y 19 de noviembre contra la selección de México en San Pedro Sula y Toluca.

#### Partidos internacionales
| 1.    | 6 de septiembre de 2024 | Estadio Nacional Chelato Uclés, Tegucigalpa, Honduras | Honduras   | 4–0 | Trinidad y Tobago |   | Liga de Naciones 2024-25 |
| 2.    | 19 de noviembre de 2024 | Estadio Nemesio Díez, Toluca, México                  | México     | 0–4 | Honduras          |   | Liga de Naciones 2024-25 |
| Total | Total                   | Total                                                 | Presencias | 2   | Goles             | 0 |                          |

## Estadísticas
Actualizado al último partido disputado el 9 de marzo de 2020.
| Club                                          | Div.          | Temporada     | Liga  | Liga  | Copas nacionales | Copas nacionales | Copas internacionales | Copas internacionales | Total | Total |
| Club                                          | Div.          | Temporada     | Part. | Goles | Part.            | Goles            | Part.                 | Goles                 | Part. | Goles |
| --------------------------------------------- | ------------- | ------------- | ----- | ----- | ---------------- | ---------------- | --------------------- | --------------------- | ----- | ----- |
| RGV FC Toros Hartford Athletic Estados Unidos |               |               |       |       |                  |                  |                       |                       |       |       |
| 2.ª                                           | 2019          | 4             | 1     | -     | -                | -                | -                     | 4                     | 1     |       |
| 2.ª                                           | 2020 2021     | 1 3           | 1     | -     | -                | -                | -                     | 3                     | 1     |       |
| Total club                                    | Total club    | 5             | 1     | 0     | 0                | 0                | 0                     | 5                     | 0     |       |
| Total carrera                                 | Total carrera | Total carrera | 5     | 1     | 0                | 0                | 0                     | 0                     | 5     | 1     |